# Тайліх Ярослав Володимирович
Ярослав Володимирович Тáйліх (*1959) — останній, дев'ятий голова виконавчого комітету міської ради Івано-Франківська у 1990–1994 роках.
Був обраний на перших демократичних виборах сесії міської ради. За Ярослава Тайліха 4 березня 1990 року проголосували 114 із 150 депутатів. На той час 31-річний аспірант інституту «Нафти і газу» — наймолодший[джерело?] мер України. У міській раді входив у фракцію «Народний рух України. За перебудову», яка налічувала 44 депутати.
При Тайліху були розпочаті такі перші проекти, як День міста, відбувалися мистецькі імпрези, були знесені пам'ятники Леніну, перейменовані вулиці, відкрита перша українська гімназія. За часів його головування музеї та склади знову стали соборами, було відкрито багато церков.
На виборах 1994 р. програв Богдану Боровичу. Невдовзі Тайліх разом з дружиною та трьома доньками виїхав до американського міста Філадельфія. Довгий час працював програмістом у шведсько-американській комп'ютерній фірмі, дружина — в українському банку. Старша донька закінчила Вашингтонський університет з відзнакою. Менші дві доньки-двійнятка закінчили з відзнакою середню школу і теж вступили до університету.